# Chufu
Chufu (ḫw.f-wj – On mě ochraňuje /χawˈjafwij/), známý rovněž pod řeckou formou svého jména Cheops (Χέοψ), byl starověký egyptský panovník. Jeho celé egyptské jméno znělo Chnemchufui. Vládl v období Staré říše, přibližně v letech 2509–2483 př. n. l. Byl synem zakladatele 4. dynastie Snofrua a královny Hetepheres I. Chufu měl údajně devět synů, z nichž dva ho později vystřídali na trůně. Prvním byl Radžedef, druhým pak Rachef (dříve též Chefren), který byl synem královny Henutsen. Další z panovníkových synů, Hardžedef, byl považován za jednoho z významných mudrců.

## Nejasný portrét známého vládce
Chufu svou vládu zahájil tím, že nechal upravit celý severní výběžek gízské plošiny, na které později zahájil stavbu Velké pyramidy. Za jeho vlády vznikaly i jiné stavby, jejichž rozvaliny byly nalezeny v Bubastis (v arabštině Tell el Basta), Dendeře a Kuftu (oblast Qinā v Horním Egyptě). Ve Vádí Geráví na východním břehu Nilu nad Memfidou nechal vystavět první přehradu všech dob. Dnes nazývaná Sadd el-Kafara. Ačkoli nechal postavit Velkou pyramidu, která je jediným ze Sedmi divů světa, jenž odolal zubu času, je o jeho vládě známo velmi málo. Zachoval se jeho jediný portrét – slonovinová 5 cm vysoká soška. Chufu je tak nejslavnější neznámou osobností starověkého Egypta.

## Budovatelé pyramid

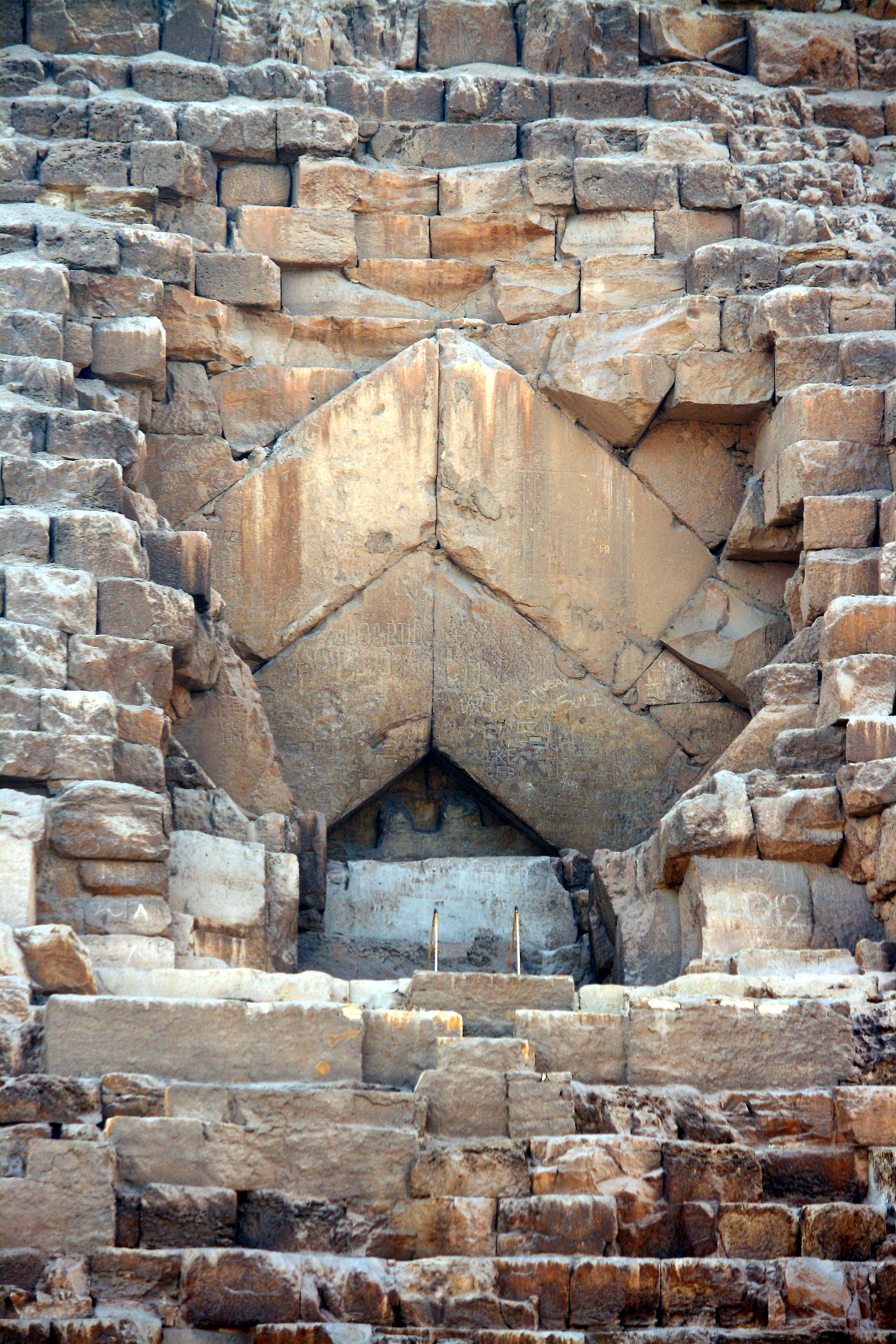
Vstup do Cheopsovy pyramidy

Hérodotova vyprávění a jiná literární díla líčí Chufua v nepříliš lichotivém světle. Přibližně dva tisíce let po smrti stavitele Velké pyramidy o něm Hérodotos hovoří jako o panovníkovi, který svůj lid zatěžoval nucenými pracemi a který nebral ani ohledy na své poddané, ani na členy své rodiny, využíval práci otroků.
Nicméně rozsáhlé archeologické nálezy v místě rekonstrukce zavlažovacího systému poblíž spodní části Velké pyramidy u vesnice Nazlet el-Samman objevily lokalitu o rozloze asi 3 km², kde bylo odkryto rozsáhlé osídlení z doby Staré říše. Prokázalo se, že zde žilo více než 20 000 dělníků s rodinami a dalšími sociálními systémy zajišťujícími plynulý chod stavby pyramidy. Po dobu nejméně 67 let stavby gízských pyramid, Chufuovy pyramidy, Rachefovy a Menkaureovy, zde fungoval sofistikovaný systém zásobování potravinami, výroby pracovních nástrojů, keramiky, stavebních materiálů, včetně kněží, kteří se starali o zádušní obřady i po dokončení následných staveb. Objevilo se i pohřebiště těch, kteří na stavbách královské nekropole pracovali. Byla to obdivuhodná organizace výstavby grandiózních staveb odborně zdatnými skupinami dělníků a celého systému materiálního zabezpečení. Hérodotovo dlouhodobě tradované povědomí o budování velkých pyramid otroky bylo jednoznačně vyvráceno.